# Wahlenbergia hederacea
Wahlenbergia hederacea là loài thực vật có hoa trong họ Hoa chuông. Loài này được (L.) Rchb. miêu tả khoa học đầu tiên năm 1827.